# Rukańce
Rukańce (lit. Rukonys) − wieś na Litwie, w gminie rejonowej Soleczniki, 4 km na północny zachód od Koleśników, zamieszkana przez 12 ludzi. Przed II wojną światową w Polsce, w powiecie lidzkim województwa nowogródzkiego.